# Komitety Polskiej Akademii Nauk
Komitety Polskiej Akademii Nauk – ciała kolegialne Polskiej Akademii Nauk grupujące członków Akademii w obrębie określonej dyscypliny nauki lub dyscyplin pokrewnych i ułatwiające ich współpracę. Członkami komitetów naukowych PAN oprócz członków Akademii są wybitni naukowcy danej dyscypliny reprezentujący szkoły wyższe, placówki naukowe PAN, instytuty zaplecza naukowo-badawczego resortów oraz przedstawiciele innych instytucji i organizacji o charakterze gospodarczym i społecznym.

## Struktura komitetów PAN
Komitety PAN dzielą się na trzy podstawowe grupy, naukowe, problemowe i narodowe. Komitety naukowe są podstawową i największą grupą. Są one przypisane do poszczególnych Wydziałów Akademii. Zasadniczym zadaniem komitetów naukowych jest oddziaływanie na rozwój w skali kraju dyscypliny naukowej, którą się zajmują oraz integrowanie ośrodków i środowisk naukowych. Komitety problemowe tworzone są przez Prezydium Akademii na okres jego kadencji w zależności od bieżących potrzeb. Komitet problemowy może działać przy Prezydium PAN albo przy określonym Wydziale. Komitety narodowe powoływane są w celu utrzymania i rozwijania współpracy z międzynarodowymi organizacjami naukowymi. Funkcja komitetu narodowego może być powierzona odpowiedniemu komitetowi naukowemu lub problemowemu.
W kadencji 2011–2014 Zgromadzenie ogólne PAN powołało 95 komitetów naukowych oraz 9 komitetów problemowych (w tym 3 rady o statusie komitetu). Strukturę komitetów naukowych i problemowych PAN zestawiono poniżej w formie tabelarycznej, zaktualizowanej na dzień 19.07.2022.

### Komitety naukowe PAN
| Wydział I Nauk Humanistycznych i Społecznych | Wydział II Nauk Biologicznych i Rolniczych | Wydział III Nauk Ścisłych i Nauk o Ziemi |
| --- | --- | --- |
| 1. Historii Nauki i Techniki 2. Językoznawstwa 3. Nauk Demograficznych 4. Nauk Ekonomicznych 5. Nauk Etnologicznych 6. Nauk Filozoficznych 7. Nauk Historycznych 8. Nauk o Finansach 9. Nauk o Kulturze 10. Nauk o Kulturze Antycznej 11. Nauk o Literaturze 12. Nauk o Pracy i Polityce Społecznej 13. Nauk Orientalistycznych 14. Nauk Organizacji i Zarządzania 15. Nauk o Sztuce 16. Nauk Pedagogicznych 17. Nauk Politycznych 18. Nauk Pra- i Protohistorycznych 19. Nauk Prawnych 20. Nauk Teologicznych 21. Psychologii 22. Słowianoznawstwa 23. Socjologii 24. Statystyki i Ekonometrii | - działające w 2022 r. 1. Biologii Molekularnej Komórki 2. Biologii Organizmalnej 3. Biologii Środowiskowej i Ewolucyjnej 4. Biotechnologii 5. Nauk Agronomicznych 6. Nauk Leśnych i Technologii Drewna 7. Nauk o Żywności i Żywieniu 8. Nauk Zootechnicznych i Akwakultury 9. Nauk Weterynaryjnych i Biologii Rozrodu - działające w kadencji 2011-2014 1. Agrofizyki 2. Antropologii 3. Biochemii i Biofizyki 4. Biologii Ewolucyjnej i Teoretycznej 5. Biologii Rozrodu 6. Biotechnologii 7. Botaniki 8. Cytobiologii 9. Ekologii 10. Fizjologii, Genetyki i Hodowli Roślin 11. Gleboznawstwa i Chemii Rolnej 12. Melioracji i Inżynierii Środowiska Rolniczego 13. Mikrobiologii 14. Nauk Leśnych 15. Nauk o Żywności 16. Nauk Ogrodniczych 17. Nauk Weterynaryjnych 18. Nauk Zootechnicznych 19. Ochrony Przyrody 20. Ochrony Roślin 21. Parazytologii 22. Techniki Rolniczej 23. Technologii Drewna 24. Uprawy Roślin 25. Zagospodarowania Ziem Górskich 26. Zoologii | 1. Astronomii 2. Badań Czwartorzędu 3. Badań Morza 4. Chemii Analitycznej 5. Chemii 6. Fizyki 7. Geofizyki 8. Krystalografii 9. Matematyki 10. Nauk Geograficznych 11. Nauk Geologicznych 12. Nauk Mineralogicznych |

| Wydział IV Nauk Technicznych | Wydział V Nauk Medycznych |
| --- | --- |
| 1. Akustyki 2. Architektury i Urbanistyki 3. Automatyki i Robotyki 4. Biocybernetyki i Inżynierii Biomedycznej 5. Budowy Maszyn 6. Elektroniki i Telekomunikacji 7. Elektrotechniki 8. Geodezji 9. Górnictwa 10. Informatyki 11. Inżynierii Chemicznej i Procesowej 12. Inżynierii Lądowej i Wodnej 13. Inżynierii Materiałowej i Metalurgii 14. Inżynierii Produkcji 15. Inżynierii Środowiska 16. Mechaniki 17. Metrologii i Aparatury Naukowej 18. Termodynamiki i Spalania 19. Transportu 20. Zrównoważonej Gospodarki Surowcami Mineralnymi | Instytuty PAN 1. Fizyki Medycznej, Radiobiologii i Diagnostyki Obrazowej 2. Genetyki Człowieka i Patologii Molekularnej 3. Immunologii i Etiologii Zakażeń Człowieka 4. Nauk Fizjologicznych 5. Nauk Neurologicznych 6. Neurobiologii 7. Nauki o Żywieniu Człowieka 8. Nauk Klinicznych 9. Rehabilitacji, Kultury Fizycznej i Integracji Społecznej 10. Rozwoju Człowieka 11. Terapii i Nauk o Leku 12. Zdrowia Publicznego |

### Komitety problemowe PAN
| Przy Prezydium PAN | Przy Wydziale I                                                                                      | Przy Wydziale IV     |
| --- | --- | -------------------- |
| 1. Badań Kosmicznych i Satelitarnych 2. Badań Polarnych 3. Badań nad Zagrożeniami Związanymi z Wodą 4. Bioetyki 5. Prognoz „Polska 2000 Plus” 6. Przestrzennego Zagospodarowania Kraju 7. Rada Języka Polskiego 8. Rada Towarzystw Naukowych 9. Rada Upowszechniania Nauki 10. Komitet Narodowy do spraw Współpracy z Europejską Fundacją Nauki | 1. Badań nad Migracjami 2. Etyki w Nauce 3. Naukoznawstwa 4. Nauk o Komunikacji Społecznej i Mediach | 1. Gospodarki Wodnej |